# Heathrow Airport Holdings
Heathrow Airport Holdings Limited, anteriormente chamada de BAA Limited, é  uma empresa privada que opera no setor aeroportuário do Reino Unido, especificamente no Aeroporto de Heathrow em Londres. A empresa foi formada pela privatização da British Airports Authority como BAA plc. A empresa também operava nos aeroportos de Gatwick, Stansted e outros aeroportos do Reino Unido.

## Historia
BAA plc foi adquirida em 2006 por um consórcio liderado pela Ferrovial, uma empresa espanhola especializada na concepção, construção, financiamento, operação e manutenção de transporte, infra-estrutura urbana e de serviços. A companhia foi rebatizada Heathrow Airport Holdings em 2012. A sede da empresa está localizada no Aeroporto Heathrow, na região metropolitana Londres.

### Composição societária
| Sócio                                          | %      |
| ---------------------------------------------- | ------ |
| Ferrovial                                      | 25%    |
| Qatar Holding                                  | 20%    |
| Caisse de dépôt et placement du Québec         | 12.62% |
| Government of Singapore Investment Corporation | 11.20% |
| Alinda Capital Partners                        | 11.18% |
| China Investment Corporation                   | 10%    |
| Universities Superannuation Scheme             | 10%    |

## Ligação externa
- «Sítio oficial» (em inglês)